# نیده
نیده (به هلندی: Neede) یک منطقهٔ مسکونی در هلند است که در برکل‌لاند واقع شده‌است. نیده ۴۶ کیلومتر مربع مساحت و ۹٬۷۰۵ نفر جمعیت دارد.